# Huize Veldheim

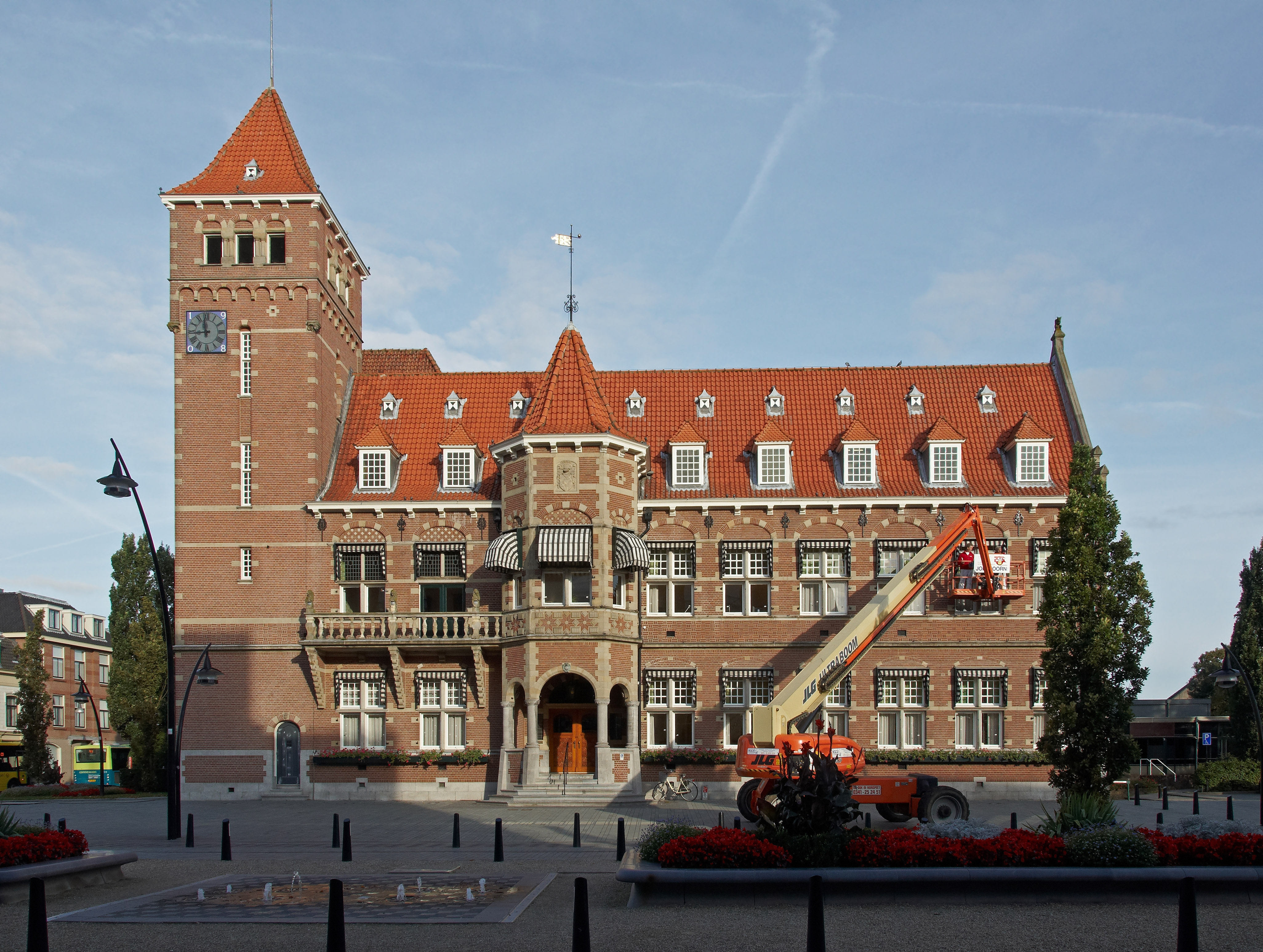
Raadhuis van Zeist (1906-1908)

Huize Veldheim is een in 1908-1909 gebouwd landhuis van Jan Stuivinga in Zeist.

## Geschiedenis
De burgemeester van Zeist, mr. J.J. Clotterbooke Patijn van Kloetinge (1859-1922), had als burgemeester de opdracht gegeven aan architect Jan Stuivinga tot de bouw van het raadhuis van de gemeente. Niet veel later gaf hijzelf de opdracht tot de bouw van een nieuw landhuis op zijn landgoed. Op 22 augustus 1908 legde zijn oudste dochter Elisabeth Anna (1895-1989) de eerste steen. Een jaar later kwam het nieuwe huis gereed; in 1911 werd het oude huis afgebroken. Het huis is opgetrokken in neorenaissancestijl en heeft twee verdiepingen. De bouw aan de voorzijde is symmetrisch van opzet, met in het midden een vijfzijdige toren die een derde verdieping kent; voor de toren ligt een bordes. Het huis kent verscheidene glas-in-loodramen van het Utrechtse atelier Van den Ham die 1909 zijn gedateerd, waaronder die in het trappenhuis. In de voormalige studeerkamer bevindt zich een gebrandschilderd glas-in-loodraam, dat in sepia het oude huis Veldheim afbeeldt.
Op het landgoed stond ook een tuinmanswoning die inmiddels van het huis is afgescheiden na de aanleg van de P.C. Hooftlaan aan de achterzijde. In 1919 werd een klein deel van het landgoed verkocht aan de gemeente om er een naar hem genoemde woonwijk te ontwikkelen: het Patijnpark.
In 1994-1995 vond een verbouwing plaats waarbij de rechter zijgevel werd uitgebreid. Van 1932 tot maart 2017 diende het huis tot zorginstelling; daarna werd het een antikraakgebouw waarna het in de zomer van 2017 ter verkoop werd aangeboden.
Het huis is een rijksmonument vanwege de bouwstijl, de ornamentiek en de plaats in het oeuvre van de architect.